# 六四事件中的吉林省
1989年春夏之交，中华人民共和国爆发全国性抗议运动，史称“六四事件”或“八九民运”，中国官方称“1989年春夏之交的政治风波”。期间吉林省各地也有抗议、游行、罢课、集会及其他政治表达行为。这些活动多由学生、工人主导，也包含市民等群体发起，乃至有體制內人士參與，与全国范围内的抗议相呼应。
吉林省最大规模的抗议发生在省会长春，其他城市如白城、吉林、延边也有一定程度响应。根据吉林省当局的统计，运动期间最大的两波抗议包括声援北京绝食学生的5月17日和18日两天的大游行，全省几乎所有的高校都没正常上课，以及北京六四镇压后6月5-8日的“空校运动”,导致26所高校(占高校的62%)近30000万名学生(占高校学生的41.7%)离校回家。

## 4月
胡耀邦死后，4月20日，长春有2000多名高校学生在吉林大学鸣放官集会，一些人登台演讲讨论“方励之问题”、“邓小平的权力问题”。高校内鼓动示威的大小字报也不断增加。23日，吉林大学有人贴出署名“孤儿”的针对该校领导的公开信，声称“当今的统治者腐败、贪婪，置民族利益于不顾，这样的统治者代表的政府，你们还有必要助纣为虐吗？”。还有题为《知识分子宣言》的小字报宣称“中国现代化的障碍”是“现行的体制及造作的官僚，人民的愚昧”，并要求“全国的知识分子联合起来”参与政治，领导“一场革命”。
4月24-25日，长春的吉林大学出现《告吉大同胞书》、《吉林宣言》，呼吁学生行动，称“国家兴亡，匹夫有责。北大起来了，南开也起来了，全国学子为民请命，吉大人焉能作壁上观。起来吧，吉大人。政治腐败，分配不公，经济混乱，教育不兴，国将不国，天复何时！”，呼籲全校學生在“五·四”期间“行动起来，声援北大的革命行动”、“不愿为民族付出代价，就要为专制付出更大的代价”，并在声援北大六条的同时提出要求：
一、对十年改革的舆论和实践进行全面的、深刻的评价和反思。
二、强化各民族党派监督、制约作用。
三、完善人民代表制度，提高人大代表的素质，使人大成为真正的权力机关。

四、运用各种新闻媒介（包括实况转播），报导各地学生民主运动。
另外也有宣言要求政府加快政治體制改革，“還原於人民的真正民主權利”，要求立法實行國家領導人財產申報制度，“徹底清除貪汙腐敗現象”，“保護知識分子人權,提高知識分子待遇”，增加學生生活補貼金等，並呼籲當日傍晚在體育場靜坐示威。4月25日晚，吉林大學體育場集聚三四萬人，此後有三千多名学生到吉林省委门前静坐，要求省委书记出来对话。有人冲击省委机关，也有人呼喊“打倒共产党”或攻击中國领导人的口号。4月26日，吉林高校的学生继续张贴大小字报，呼吁成立组织，制订行动纲领。有的要进行募捐，准备到各地大学进行串联。四二六社論發表後，北京师大、北京农大、中国政法大学的学生相继来长春串联，散发《四二六事件始末》、《国徽下的悲剧》等传单。
4月27日，3000名吉林大學、吉林财经学院以及其他院校學生靜坐示威，要求官員出來與學生對話。最終這些學生被警察、中共黨員以及教育部門官員勸離。吉林财经学院有2000名学生从早晨起集体罢餐，一些学生从楼上往下扔瓶子和纸条，上面写着“要民主、要自由”、“改善生活，还我副食补贴”。
在袁木和几位北京学生代表之间舉行对话后，出於對話結果不滿，长春的学生于4月29日中午上街遊行。吉林大学逾两千名学生不听学校干部、教师劝阻，上街游行，口号与北京学生4月27日游行口号基本相同，游行队伍在吉林省委门前停留了40分钟，要求对话。经学校领导、教师劝导，傍晚学生返校。公安报告指学生“下午五时五十分返回学校。游行过程中秩序良好，没有过激口号和标语”。

## 5月
5月2-3日，长春高校出现了呼吁学生五四上街游行的大字报和传单。吉林大学有人贴出鼓动五四进行全体罢课、示威、游行的大字报，声称“民族已在危机，全体觉醒人积极行动起未，迎接学运高潮”。公安局指其所提口号与北京、上海等地学生提的口号相似。吉林大学、长春地质学院等院校亦约有2000多名学生准备次日上午上街游行。
5月4日上午，吉林大学、師大、长春地质学院、东北师大的近五千多名学生呼喊着“反诬蔑、反政客、反滑头”「打倒官倒/官僚」、「聲援北京學生」、 「提高知識分子待遇」、「要民主、要自由」、「擁護黨的領導」、「堅持四項基本原則」等口号上街游行，響應當天的全國五四大遊行。中午游行结束。
5月16日至19日，长春每天有数千人上街游行，多时达6.3万余人，参与者还包括新闻、出版、科研单位和工厂的职工。5月16日，70多名学生带着募捐款乘火车赴京。下午一时许，吉林大学、医科大学、工业大学、东北师范大学等五所高校3700余名学生上街游行，他们到吉林省电视台、吉林日报社前抗议。游行者扬言要到《吉林日报》社门口静坐绝食，直至晚十时返回学校。
5月17日，东北师范学院等十余所高校上万学生游行到吉林省政府，并递交请愿书。5月18日，吉林全省继续有学生强行乘车到北京。全省90所高等院校、中专、中学近十万名师生和新闻出版、电影、作协、科研等20多个单位1000多名职工上街游行。例如在吉林市的东北电力大学等8所高校，有数千人游行声援北京。
5月18日，长春数万名大中专学生加上新闻界、科教人员前往吉林省委会、省政府和省人大前示威请愿。中午，在长春的吉林大学150名学生在新发广场静坐绝食，学生成立“吉林大學絕食團”。吉林工大、吉林农大等学校的700名学生傍晚冲进吉林省政府院内，要求对话。晚上，200多名学生开始绝食。八时许，吉林省委、省政府、省人大和市政府领导看望了绝食学生。5月18、19日两天，吉林大学、东北师大、吉林工学院等院校师生冲击吉林省人大常委会，有人吹起冲锋号，有200余人冲进办公大楼。
民运人士、工人唐元隽、冷万宝、李维等人期间组成“民主沙龙”，并起草《告车城人民书》，动员第一汽车厂工人声援学生，呼吁“难道还要让没有倒下去的同学继续倒下去吗？……车城不能在沉默了，朋友们，真正到了该行动的时候了……我们呼吁第一汽车厂的工人，请于19日晚5点在汽车厂正门广场集合，共同前往长春市人民广场，声援北京学生”，随后“民主沙龙”的成员抄写了几十份《告车城人民书》，在汽车厂各处的大门、在各单位出入的大门口、在商店、车站等公共场所张贴。公安局则指这些人在第一汽车制造厂建立“非法组织反动集团”，并指“一些地痞无赖”乘机打着“群众自发声援团”的旗帜在街头参与，指责一些标语、传单口号中，“反党、反社会主义、反对中央领导人的内容更加露骨”。
5月19日，全省各地继续有人上街游行，例如白城师范高等专科学校的学生。下午，长春有10000名学生參與遊行 。汽车厂的职工亦响应号召，聚在汽车厂正门的广场上集会，并出发前往声援学生。当中包括“第一汽车厂工人声援团”、“学生万岁、民主无罪、爱国无罪”的横幅。游行队伍走了近五个小时的路程到底省政府门前。在游行队伍向省政府进发的路上，一汽厂的公安处的警察开出三轮摩托车出现在游行的队伍前面开路。晚上游行结束时，汽车厂派来十多辆大客车和厂宣传部的领导，把徒步游行的职工送回厂区。
北京宣布戒严后，5月20日，吉林省政府致電中共中央，擁護李鵬、楊尙昆在北京市黨政軍大會上的講話。上午，吉林大学有两千多名学生上街到吉林省委、省政府和新发广场游行。5月21日，一些学生到工厂进行串联，試圖獲得汽车厂工人的支持，有6所高校6000余名学生上街游行，呼喊“取消戒严”、“李鹏下台”等口号，打着“打倒独裁”、“打倒专制”、“李鹏滚下台”等横幅、标语。高校流传大量关于北京学生的消息。整个运动期间，长春市民、学生等成立「長春市市民自發聲援會」、長春市高校自治聯合会等组织。
5月22日，吉林大学、吉林工大、东北师大、长春地质学院、吉林医科大学、财贸学院、长春大学、邮电学院、光机学院等9所高校近3000人，在吉林大学集会，成立吉林省高校学生自治联合会。当局指学生的活动开始走向联合。吉林各高校学生集中在校院内活动，设立民主墙，进行宣传。各校都组成协委会和纠察队。吉林大学、地质学院还设立了广播站，用高音喇叭传播美国之音和BBC消息。期间游行队伍每天少则二三千人，多则几万人。他们胸带白花，臂缠黑纱，抬着花圈，打着写有“国殇”的白旗、呼喊反政府口号，沿途播放国际歌和哀乐，散发传单，张贴标语，进行“良心大游行”、“悲壮大游行”、“胜利凯旋大游行”，并在吉林省委门前焚烧花圈。
5月23日，“长春赴京声援团”和“赴京敢死队”成立，1300余人冲进长春火车站强登进京列车，造成60次特快列车当天停运。傍晚，警察带被抓捕的人进长春市公安局大门时，示威者两三千人，随之围观并阻拦车辆进出，后被驱散。5月26日，仍有高校学生上街或到工厂演讲。吉林大学、工业大学等院校领导则召开会议研究学生运动的宗旨和纲领，以及校方今后的措施、策略等。当天吉林省又有300多名学生乘火车进京。当晚，白城百余名学生计划次日到长春上访，白城地区行署官员与其对话至24时进行劝阻。
5月27日，吉林大学600多名学生举着“哀我中华”的横幅抬着花圈上街游行，他们呼喊着“舍生取义，头可断，血可流，民心民意不可丢”的口号，披着写有“顺民意而死，虽死犹生；逆民意而行，虽生犹死”字句的缎带。同时长春的高校学生自治联合会开始解体，一些常委发表退出声明。当局指戒严之后到六四清场期间，长春的传单、标语“反动内容逐步升级”，例如其中有一署名“中国共产党改造委员会筹备组”的传单提出要建立以“国家资本主义经济为基础的国家”和“多党联合政府”，“停止马克思主义普遍教育”。
5月29日，长春地质学院千余名学生举行“治丧大游行”。他们头扎白带，胸戴白花，播放哀乐，抬着花圈到省委门前示威。沿途有的群众对此举提出疑问，学生则用喇叭声称“北京有人死了”。
5月30日，吉林省其他高校除吉林大学外已开始复课。吉林大学学生协委会就复课问题开展民意测验，90%以上的学生表示“直到北京学生复课，我们才能复课”。协委会便决定继续罢课。5月31日，受“空校运动”影响，吉林工业大学学生自治会负责人宣布退出学生自治会，大批学生离校回家。

## 6月
6月1日晚六时，吉林大学民主倡议团在校内召开600名学生参加的会议，有十几名学生上台演讲，鼓动学生“把学潮坚持下去”，继续坚持罢课声援北京。2日晚，吉林大学约八百名学生到“鸣放宫”集会，就是否继续罢课或复课讨论了三个小时，两者各占半数。
北京清场之后，6月4日至8日长春每天几千人上街。6月4日，吉林大学、工业大学、光机学院两千多名学生胸戴白花，抬着花圈，奏着哀乐上街游行，他们举着“血溅轩辕”“打倒法西斯”“反暴力、反屠杀”等横幅，并高呼“抗议屠杀北京大学生”、“反对法西斯”等口号。沿途散发和张贴大量标语，发表煽动性的演说。
6月5日，延边有5000名朝鲜族学生上街游行抗议北京的镇压。长春则有8所高校4000余名学生上街游行，并到吉林省政府门前静坐。期间长春的高自联、一汽声援团等召集二三万人参与动员大会。工人、教师、学生上台演讲。示威者抢占市中心的交通岗亭，拦截过往车辆，设置路障，阻断交通。有人在校园内焚烧写有中國领导人名字的草人。几所院校的广播站播放美国之音有关“天安门事件真相”等的消息。还有些人扬言要烧汽车、冲市场、砸商店、抢枪支。
6月6日，吉大、工大、师大等六所院校一千多名学生与1500百多名工人上街游行，并在各街道设置路障。还有学生到第一汽车制造厂、机车厂、客车厂、纺织厂，用人墙堵住工厂大门，阻止工人上下班，鼓动工人罢工、游行，商店罢市、学生罢课。有人宣称要“四天拿下汽车厂，实现全市总罢工”。长春第一汽车制造厂逾万名职工、长春纺织厂逾5千名职工骑自行车或步行进入市区与学生队伍汇合，游行队伍汇集在吉林省委门前的新发广场时，人数超过10万人（此后一汽领头游行的唐元隽判刑20年、李维13年、冷万宝8年）。
6月8日，吉林工业大学、吉林大学、吉林师大等院校少数学生仍在活动，继续到工厂堵门，鼓动工人罢工。從6日至8日，長春高校學生與民眾數度湧向街頭示威抗議並在主要交通路口設置路障,堵截各種車輛和行人通過,造成交通中斷。職工无法正常上下班，一些生產需要的協作配套產品和原材料無法運達工廠，并使生產受到影响。

## 后续
事后官方数据指，长春“先后80多个单位16万人次上街游行，几百万人次围观”，吉林全省共有18個“各種非法組織”被取缔，15名“非法組織頭頭”到公安機關登記或自首；抓獲“各類動亂分子”98名。吉林省公安局指全省一些主要城市运动期间“相继出现了非法组织、大规模游行示威,继而发展到呼喊反动口号、张贴反动标语、散发反动传单、甚至煽动罢工罢课,冲击党政机关,设置路障,封锁工厂,气焰十分嚣张”。运动平息后，吉林公安系统有51个集体立功,30个集体受嘉奖,240名个人记功,260名个人受嘉奖。
6月10日，長春召開「打擊刑事犯罪公捕公教大會」，公安局領導宣佈逮捕李學謙等19名民运参与者，另勞動敎養劉玉生等七人。6月12日，長春市当局發出第三號通告,明令取締」「長春市高校自治聯合會」、「長春市市民自發聲援團」等民運組織。当日长春公安局亦抓獲天安門廣場靜坐指揮部成員周赤峰。6月15日,中央電視台午間新聞透露長春已有26人因“煽動社會不安及散播謠言”被捕。6月22日，遼寧日報报道曾擔任過北京「外高聯」組織部長的吉林工業大學汽車學院學生柳永枝到長春市公安機關自首。6月29日,長春市兩級法院分別在長春市和榆樹、農安、德惠、雙陽、九台等縣市同時召開公判大會,對159名民運分子進行公開宣判,其中魏洪生等16人被判處死刑。
长春公安指“动乱期间，现行反革命案件上升，有的投寄反动匿名信，有的组织反革命集团煽动暴乱”，并共破获4起“反动标语和匿名信案件”，并指责部分打“市民声援团”、“长春市民”旗号的示威者是犯罪分子，“整夜结队在市内东突西撞，狂呼滥喊”。长春警方指其抓获了进入高校“造谣滋事的不法分子”钟宪涛，“混迹游行、静坐队伍中煽风点火的不法分子”何振春，“煽动工人游行和罢工”的唐元隽、李维、冷万宝、张义、林宇航、梁立维等汽车厂6名“反动骨干分子”。运动期间，长春全市共“打击刑事犯罪分子”1703人，破案1934起，其中重大案件382起。

### 崔国政家属收到匿名信
在北京6月4日的冲突中，解放军士兵崔国政（吉林辉南人）死亡，并被当局表彰为“共和国卫士”烈士。6月23日上午，崔的父亲崔洪兴（辉南县向阳仪表厂工人）、妹妹崔国萍分别收到寄自成都和锦州的两封匿名信。信中支持北京示威者，并指责“反动军队对无辜人民进行血腥镇压”，以及当局“靠造谣过日子”，认为崔国政“该死”、“是在向群众开枪后，由于子弹打光了被群众打死的”，“屠杀人民的人应该有这样的下场”。事后通化市、辉南县公安采取措施对崔国政家进行保护。

## 另見
- 六四事件
- 1989年中華人民共和國抗議地區列表
- 六四事件中的辽宁省
- 六四事件中的黑龙江省